# Лигроин

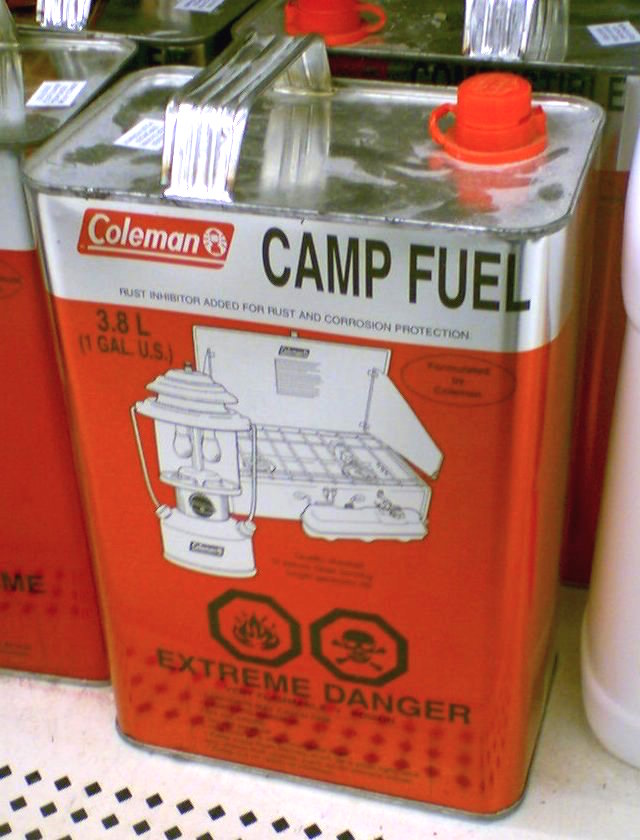
Coleman Camp Fuel — топливо на основе нафты с температурой выкипания 35—150 °C

Лигроин (также нафта, тяжёлый бензин, бензинолигроиновая фракция) — горючая смесь жидких углеводородов, более тяжёлая, чем бензин. Лигроин получают при прямой перегонке нефти или крекинге нефтепродуктов (выход 15—18 % от массы сырья). Пределы выкипания 120—240 °С. Прозрачная желтоватая жидкость. Ранее вырабатывался главным образом как моторное топливо для тракторов. В связи с переводом тракторного парка на дизельные двигатели лигроин как моторное топливо утратил своё значение.

## Этимология
Слово «лигроин» заимствовано из французского языка. Происхождение французского ligroïne смутное, возможно, оно связано с древнегреческим λιγυρός («ясный», «чистый»). В современном французском языке, как и в большинстве европейских языков, это вещество называется «нафта» (фр. naphtha, англ. naphtha, итал. nafta, нем. Naphtha). Эти слова являются производными от латинского названия одной из нефтяных фракций naphtha, заимствованного из древнегреческого νάφθα («нефть», «одна из нефтяных фракций»).
Первое упоминание слова «нафта» (лат. naphtha) относится к I веку н. э., было упомянуто Плинием Старшим. Его употребляли алхимики для обозначения различных жидкостей с низкой температурой кипения.

## Применение
Основное применение — в качестве сырья для нефтехимической промышленности, при производстве олефинов в установках пиролиза. Также используется для производства бензина, как в качестве добавки, так и в качестве сырья для производства высокооктановых добавок. Лигроин используют как дизельное топливо или растворитель в лакокрасочной промышленности. Может применяться в качестве бензина для особых ламп, для карбюрации воздуха, для удаления жирных пятен. Экстрагент лигроина на основе газовых конденсатов может быть использован как наполнитель жидкостных приборов, например манометров.
Лигроин использовался в качестве топлива для первого автомобиля Карла Бенца в путешествии, совершённом его женой в рекламных целях в августе 1888 года. Продавался в аптеках как пятновыводитель.

## Терминология
В русском языке названия нафта и лигроин — синонимы. В английском языке понятия naphta и ligroin различаются.
В русском языке иногда различают нафту «широкого профиля» — все фракции от нижнего диапазона бензина и до керосина (температура перегонки 30—210 °C), и «узкого профиля», разделяющуюся на лёгкий (перегонка при температурах 30—70 °C), средний (70—125 °C) и тяжёлый (125—210 °C) лигроин.

## Физические свойства
Лигроин  — как правило, более тяжёлая фракция, чем бензин.
Виды нафты различаются между собой:
- плотностью;
- групповым составом, то есть содержанием парафинов, изопарафинов, олефинов, нафтенов и ароматических веществ (анализ ПИОНА);
- давлением насыщенных паров;
- содержанием серы;
- количеством кислородсодержащих добавок и ртути, которые могут оказывать воздействие на химические установки.

Молекулярная масса в диапазоне 100—215 г/моль; плотность в диапазоне 0,75—0,85 г/см3 (0,785—0,795 г/см3 для приборного лигроина по ГОСТ 8863-76); диапазон температур кипения 120 °C — 240 °C; давление насыщенных паров < 5 мм рт. ст. (< 5 Торр); содержание серы не более 0,02 % (для газоконденсатного лигроина); кинематическая вязкость 1,1 мм2/с; температура помутнения не выше −60 °С. Лигроин в воде не растворим. Показатель преломления приборного лигроина при 20 °C составляет 1,407—1,415.